# Jezioro Krzywe Filipowskie
Jezioro Krzywe Filipowskie – jezioro w woj. podlaskim, w pow. suwalskim, w gminie Przerośl, leżące na terenie Pojezierza Zachodniosuwalskiego.
Dno muliste, częściowo piaszczyste. Zamieszkane głównie przez leszcze i sandacze.

## Dane morfometryczne
Powierzchnia zwierciadła wody według różnych źródeł wynosi od 47,5 ha przez 51,2 ha do 52,9 ha.
Zwierciadło wody położone jest na wysokości 195,3 m n.p.m. lub 195,2 m n.p.m. Średnia głębokość jeziora wynosi 7,7 m, natomiast głębokość maksymalna 21,3 m.
W oparciu o badania przeprowadzone w 1991 roku wody jeziora zaliczono do II klasy czystości.

## Hydronimia
Według urzędowego spisu opracowanego przez Komisję Nazw Miejscowości i Obiektów Fizjograficznych (KNMiOF) nazwa tego jeziora to Jezioro Krzywe Filipowskie. W różnych publikacjach i na mapach topograficznych jezioro to występuje pod nazwami Krzywólskie, Krzywólka, Krzywe.